# Алала
Алала (на старогръцки: Ἀλαλά) е олицетворение на едноименния боен вик в древногръцката митология.
Тя се появява като олицетворение в един фрагмент от дитирамбите на Пиндар, където е наречена дъщеря на Полемос (персонифицирание на войната).

## Уеб-връзки
- Алала в проекта „Theoi“ (Богове) – на английски език